# Perioada protodinastică (Mesopotamia)
Perioada protodinastică este o perioadă timpurie din istoria Mesopotamiei de sud (parte a prezentului stat Irak), datată la circa 2900 - 2350 î.Hr, precedată de Perioada Uruk și de Perioada Jemdet Nasr. În cadrul acestei perioade a început să fie utilizat scrisul pe o scară largă și au fost înființate primele orașe și state. Perioada protodinastică a fost caracterizată de prezența a numeroase orașe-stat - micuțe state cu o structură relativ simplă care s-au dezvoltat și evoluat de-a lungul timpului. Acest proces a dus la cucerirea celei mai mari părți a Mesopotamiei de către Sargon din Akkad, primul rege al Imperiului Akkadian, originar din orașul-stat Kiș. 
În ciuda fragmentării semnificative, formațiunile statale din perioada protodinastică prezentau o cultură relativ omogenă. State sumeriene din sudul Mesopotamiei (regiunea numită Sumer) precum Ur, Uruk, Lagaș, Umma și Nippur erau foarte puternice și foarte influente. În partea din nord erau prezente alte state, centrate în jurul orașelor Kiș, Mari, Nagar și Ebla. 
Sudul și centrul Mesopotamiei reprezintă o zonă de interes foarte importantă pentru studiul istoriei antice. Siturile arheologice prezente sunt excavate încă din secolul al XIX-lea, fiind descoperite numeroase artefacte și scrieri cuneiforme în mai multe limbi. Studii mai recente și descoperiri din regiunile înconjurătoare au scos la iveală similarități culturale între zona Mesopotamiei centrale și de sud și restul Orientului Antic, ceea ce arată interconectivitatea dintre societățile acestei zone.